# Roule Crottes
Le Roule Crottes ou Roule Crotte est une rivière française qui coule dans le département de la Sarthe. C'est un affluent de la Sarthe en rive gauche, donc un sous-affluent de la Loire par la Sarthe, puis la Maine.

## Géographie
Le Roule Crottes prend sa source sur le territoire de Brette-les-Pins, commune située au sud-est du Mans, au centre d'une région fort boisée. Sa direction générale va de l'est vers l'ouest. Il se jette dans la Sarthe en rive gauche à la limite des communes d'Arnage et du Mans. Il traverse le circuit des 24 Heures par la moitié dans un axe est-ouest depuis la chicane Daytona, la première de la ligne droite des Hunaudières (où il provoque généralement une brume fine le dimanche matin à l'aube lors de l'épreuve mancelle), jusqu'au virage du karting, de l'autre côté du circuit, après avoir longé la zone commerciale du Leroy Merlin Le Mans-Mulsanne, puis le Terrain de camping K-Rejser - Technoparc (Le « K » de K-Rejser est celui de Kristensen, car le camping est géré pendant la course par le frère de Tom Kristensen, nonuple vainqueur et recordman des 24 Heures du Mans — le camping devient un village 100 % danois lors de l'événement, avec des alignements au cordeau de tentes igloos identiques surmontées du drapeau du pays), et enfin la piste de karting, le circuit Alain-Prost.

## Communes traversées
Il traverse les communes suivantes (d'amont en aval) : Brette-les-Pins, Parigné-l'Évêque, Ruaudin, Mulsanne, Le Mans et Arnage, toutes situées dans le département de la Sarthe.

## Hydrologie
Le Roule Crottes est une rivière assez peu abondante. La station hydrométrique d'Arnage, localité située au niveau de son confluent, a relevé, sur une surface de 76 kilomètres carrés, un module ou débit moyen interannuel de 0,38 m3/s. Les observations ont été faites durant une période de quinze ans allant de 1993 à 2008.
Le Roule Crottes présente des fluctuations saisonnières de débit assez marquées. Les hautes eaux se déroulent en hiver et se caractérisent par des débits mensuels allant de 0,566 à 0,798 m3/s, de décembre à mars inclus (avec un maximum en janvier). Les basses eaux ont lieu en été, de juin à début octobre, entraînant une baisse du débit moyen mensuel allant jusqu'à 0,090 m3/s au mois d'août, ce qui est loin d'être faible dans la région. Mais les fluctuations sont bien plus prononcées sur de plus courtes périodes, ou encore selon les années.
À l'étiage, le VCN3 peut chuter jusque 0,004 m3/s, en cas de période quinquennale sèche, soit quatre litres par seconde, ce qui est sévère, même pour un aussi petit cours d'eau.
Les crues sont habituellement modérées, du moins dans le contexte du bassin versant de la Sarthe. Les QIX 2 et QIX 5 valent respectivement 3 et 4,1 m3/s. Le QIX 10 est de 4,9 m3/s et le QIX 20 de 5,6 m3/s. Quant au QIX 50 il n'a pas été calculé, faute de durée d'observation suffisante. Ces chiffres sont proportionnellement deux fois moindres que ceux de l'Orne champenoise voisine ou du Vègre par exemple.
Le débit instantané maximal enregistré à Arnage a été de 4,82 m3/s le 28 décembre 1999, tandis que la valeur journalière maximale était de 4,58 m3/s le 6 janvier 2001. Si l'on compare la première de ces valeurs à l'échelle des QIX, on constate que cette crue était à peine d'ordre décennal et donc nullement exceptionnelle.
Au total, le Roule Crottes est une rivière fort peu abondante, comme la plupart des rivières de la partie orientale du bassin de la Sarthe, et du bassin du Loir tout proche. La lame d'eau écoulée dans son bassin est de 153 millimètres annuellement, ce qui est plus de deux fois moindre que la moyenne d'ensemble de la France tous bassins confondus. C'est aussi largement inférieur à la moyenne du bassin de la Loire (plus ou moins 244 millimètres), ainsi qu'à celle du bassin de la Sarthe (201 mm sans le Loir). Le débit spécifique de la rivière (ou Qsp) se monte dès lors à un faible 5,0 litres par seconde et par kilomètre carré de bassin.